# 郭奕 (三国)
郭奕，字伯益，颍川阳翟（今河南禹州）人，三国时期曹魏官员，为郭嘉之子。

## 生平
郭嘉死后，曹操将郭奕带到自己府上，郭奕后来被任为太子文学，也和父親郭嘉一樣早死。在整个曹魏时期，郭奕和其父一样以博学闻名，王昶在《诫子书》也同樣讚賞他才華，同時也评价他「心胸不夠寬闊，好惡過於分明」，不希望兒子仿效他。

## 子孙
- 长子：郭深，生有一子郭獵
- 次子：郭敞

## 動漫
- 《火鳳燎原》（陳某）、火鳳燎原外傳小說《奉孝》（王貽興）: